# Тру, Фредерик Уильям
Фредерик Уильям Тру (англ. Frederick William True) — американский биолог.
С 1897 по 1911 годы старший куратор биологии в Национальном музее США, который относится сегодня к Смитсоновскому институту.
Тру получил степень бакалавра в университете Нью-Йорка в 1878 году. С 1883 по 1897 годы он был куратором по млекопитающим. Его специальностью были киты, ремнезуб Тру (Mesoplodon mirus) назван в его честь. С 1881 и до своей смерти в 1914 году он оставался в тесном контакте с Смитсоновским институтом.

## Биография
Он родился  в 1858 году в Мидлтауне в штате Коннектикут. В 1878 году он получил степень B. S. в Университете Нью-Йорка, и после этого поступил на государственную службу. Начиная с 1879 года, он работал экспертом-специалистом по рыболовству во время 10-й переписи населения. В 1881 году Тру поступил на административную работу в Национальном музее США. В том же году он был назначен библиотекарем и исполняющим обязанности куратора коллекции млекопитающих. Он занимал обе эти должности вплоть до 1883 года, когда из исполняющего обязанности он был повышен до куратора коллекции млекопитающих. Данную должность он занимал на протяжении 26 лет вплоть до  1909. Параллельно с 1885 по 1890 год Тру был куратором и сравнительно-анатомической коллекции. Он последовательно занимал должности исполнительного (действующего) куратора (1894-1897), главного куратора биологических коллекций (1897-1911) и помощника секретаря, отвечающего за библиотеку и службу международного обмена (1911-1914).  2 марта 1900 года он был избран в Совет Американского философского общества, членом этого общества  он уже был до этого
Он начал свою карьеру, изучая беспозвоночных., но его плохое зрение заставило его отказаться от исследований с микроскопом, и он обратился к изучению китообразных и сходных с ними групп млекопитающих.
В его честь были названы: ремнезуб Тру,  и землеройковый крот Тру. Описанная им кашмирская полёвка (Hyperacrius fertilis) по-английски называется True's vole.

## Семья
В 1887 году он женился на Луи Элвине Прентисс. Известно, что в 1914 году, на момент смерти Фредерика, двое их детей были живы. Он был сыном методистского священника и писателя Чарльза Киттреджа Тру. Его брат Альфред Чарльз Тру был известным сельскохозяйственным педагогом.

## Научные труды
- "Note on the occurrence of an armadillo of the genus Xenurus in Honduras"[10]
- Review of the Family of Delphinidae
- Whalebone Whales of the Western North Atlantic (1904)
- Observations on Living White Whales (1911)